# Westminster
Westminster je městská čtvrť náležející k londýnskému městskému obvodu Westminsteru. Nachází se v ní Westminsterský palác, kde zasedá parlament. Westminster je situován na jihozápad od City a 0,8 km jihozápadně od Charing Cross.

## Historie
Jméno Westminster původně označovalo území v okolí Westminsterského opatství a jeho západního chrámu (West Minster), po kterém bylo toto území pojmenováno. Je sídlem anglické vlády po více než 900 let. Toto jméno je také používáno pro městský obvod Westminster, zahrnující od roku 1965 také čtvrtě Marylebone a Paddington.
Historickým jádrem Westminsteru je původně ostrov Thorney Island, na němž bylo postaveno Westminsterské opatství. Toto opatství se stalo tradičním místem korunovace anglických králů. Sousední Westminsterský palác se stal hlavním sídlem anglických panovníků po ovládnutí Anglie Normany v roce 1066 a později byl sídlem nově ustaveného parlamentu a soudního dvora Anglie. Ačkoli měli panovníci silné zázemí v Toweru, ve skutečnosti v něm nebydleli. Londýn se tak rozvíjel ve dvou centrech – ekonomické centrum v City a politické a kulturní středisko ve Westminsteru. Toto rozdělení je patrné dodnes.
Královský dvůr později přesídlil do jiných paláců ve městě a soudní dvůr se přestěhoval do Královského soudního dvora, blíže ke hranicím City. Tato oblast je centrem vlády i v současnosti. Parlament zasedá v Westminsterském paláci a většina vládních ministerstev má sídlo ve Westminsteru, poblíž Whitehallu. Pojem Westminster se tak často používá jako zkratka pro parlament a politickou reprezentaci Velké Británie všeobecně. Pro státní správu se v této souvislosti občas používá pojem Whitehall – označení místa kde sídlí.
Pojem Westminster je také používán ve spojení westminsterský systém jako označení parlamentního systému vlády, který vznikl ve Velké Británii.
Poblíž Westminsterského paláce se nachází Westminsterská škola, jedna z největších anglických veřejných škol. Tři ze čtyř fakult Westminsterské univerzity se nacházejí na území městského obvodu Westminster, ale žádná na území původní městské čtvrti Westminster.
Tato oblast je typická velkou hustotou obyvatelstva s vysokým procentem dělnické populace bydlícím v domech vybudovaných s podporou rady městského obvodu a bytového družstva za Westminsterským opatstvím a mimo čtvrť Millbank.

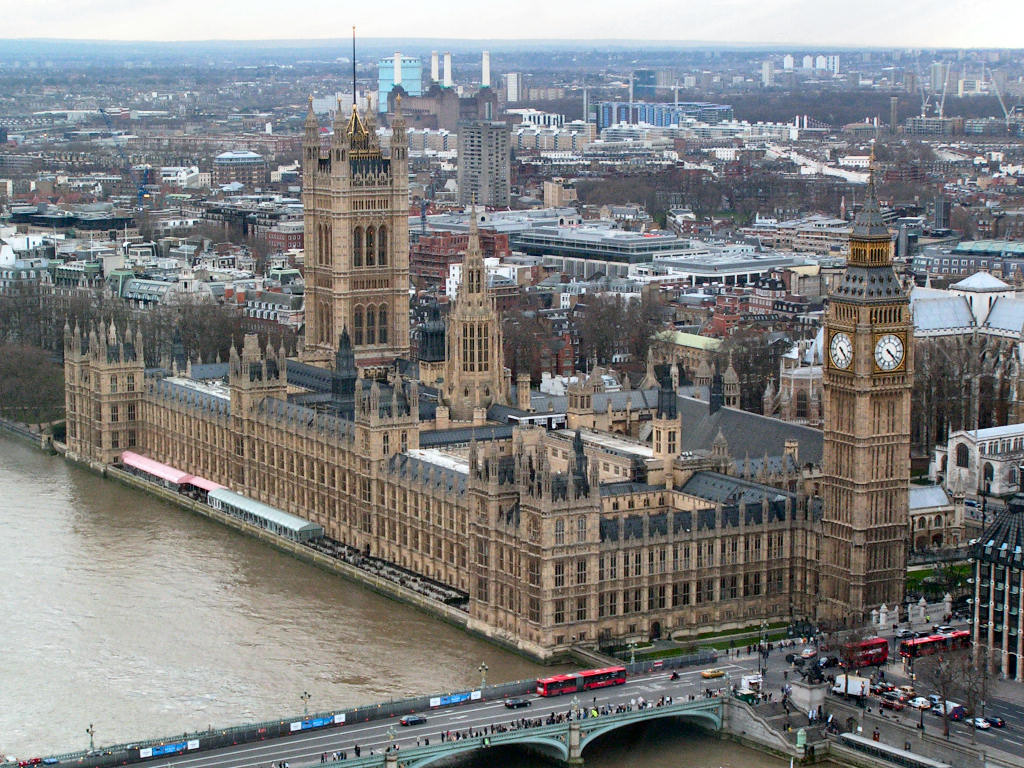
Sídlo Parlamentu Velké Británie